# Sorcer Striker
Sorcer Striker, pubblicato in Giappone come Mahou Daisakusen (魔法大作戦?) è uno sparatutto a scorrimento del 1993 a tema medievale con elementi fantasy,  sviluppato da Raizing per arcade e in seguito convertito per Sharp X68000, FM Towns e cellulari EZweb. È il primo gioco della trilogia di Mahou Daisakusen, che comprende inoltre Kingdom Grand Prix e Dimahoo.
M2 ShotTriggers ha messo in commercio il gioco per PlayStation 4 in Giappone il 2 novembre 2017.

## Trama
In un tempo non precisato, la mobilitazione dei goblin si espande gradualmente fino a creare un regno vero e proprio. Ciò preoccupa re Cadwenner, che lancia un attacco ai goblin riportando però un disastro totale. I goblin creano quindi un arsenale di armi magiche, di cui Cadwenner apprende l'esistenza: temendo per il proprio potere, egli mette un'enorme taglia sulla testa del re dei goblin. Rispondono all'appello quattro personaggi: il guerriero Gain, la streghetta Chitta, il samurai Miyamoto e il negromante Bornnam.

## Modalità di gioco
Sorcer Striker è un tipico sparatutto a scorrimento verticale, dove si controlla uno dei quattro personaggi giocabili, i quali pilotano strani apparecchi volanti, precursori degli aeroplani. Si usano il joystick, per gli spostamenti, e due tasti: uno serve per sparare e l'altro per sganciare bombe che distruggono tutti i nemici comuni presenti e indeboliscono i boss. Il fuoco primario è potenziato da monete disseminate nel percorso, che incrementano un po' alla volta la potenza di fuoco del giocatore. Durante i livelli del gioco sarà possibile incontrare fate enormi che trasportano forzieri, contenenti libri magici che permettono  di aggiungere uno sparo secondario e possono essere potenziati con libri dello stesso colore. 
Molti nemici pilotano apparecchi dall'aspetto futuristico: gli stessi boss sono perlopiù sorta di robot controllati dai goblin.
I livelli sono 6 più un extra stage: nei primi 5 bisogna sconfiggere numerosi nemici comuni e uno o più boss, mentre nel sesto sono presenti due soli nemici comuni ma ben cinque boss da affrontare in successione; nell'extra stage c'è da sostenere soltanto un nuovo scontro col penultimo dei cinque boss del sesto livello, stavolta in veste di miniboss. 

### Attacchi speciali
- Frontale (Vento): Equipaggia la nave con potenti attacchi frontali.
- Ampio (Ghiaccio): Equipaggia la nave di proiettili che coprono i lati della nave.
- Autoguidato (Fuoco): Equipaggia la nave di proiettili autoguidati.

## Colonna sonora
Nel 1994 è uscito il CD con la colonna sonora del gioco , firmata da Atsuhiro Motoyama.

## Altri media
Un adattamento manga è stato pubblicato da Shinseishiya nel 1994, approvato ufficialmente da Raizing, che diede note di progettazione e sketch del gioco come riferimento, alcuni dei quali sono stati inclusi nel manga come bonus. 